# Іоанн V Палеолог
Іоанн V Палеолог (грец. Ίωάννης Παλαιολόγος, Iōánnēs Palaiológos; 18 червня 1332 — 16 лютого 1391) — візантійський (римський) імператор (1341—1376, 1379—1391). Представник династії Палеологів. Народився у Дідімотісі. Син візантійського імператора Андроніка III і савойської графині Анни, доньки савойського графа Амадея V. В юності правив під опікою регентської ради у складі імператриці-вдови, патріарха Івана XIV й мегадуки Олексія Апокавка.
Після великої міжусобної війни (1341—1347) став співправителем Івана VI Кантакузина, одружився з його донькою Оленою. Внаслідок зречення співправителя (1354) став імператором-самодержцем, але очолив уже ослаблену міжусобицями Візантію, що перетворилася з наддержави у регіонального гравця. Безуспішно протистояв турецькій навалі на Балканах; втратив Галліполі (1357), Адріанополь (1361), Ніссу (1368). Намагався залучити католиків до антитурецького союзу: безрезультатно відвідав Угорщину (1366), а на зворотному шляху потрапив у полон до православних болгар. Звільнений католиками-хрестоносцями Амадея VI Савойського, які допомогли йому повернути Галліполі й Месемврію. Згодом відвідав Рим, де прийняв католицтво від папи Урбана V (1369). Дорогою назад арештований у Венеції за борги, був змушений віддати венеційцями острів Тенедос.
Після поразки сербів від турків у битві на Мариці (1371) визнав сюзеренітет османського султана: став турецьким данником і васалом. Внаслідок турецьких інтриг і сімейних міжусобиць втратив престол на користь старшого сина Андроніка IV (1376), опинився у в'язниці. Звільнився і повернув собі трон, пообіцявши туркам збільшити данину (1379). На кінці правління не зміг відновити владну вертикаль: імперія розпалася на удільні володіння, які контролювали члени дому Палеологів. На вимогу султана Баязида I зруйнував нові укріплення Константинополя (1391), після чого помер у столиці, не переживши ганьби.

## Імена
- Іоанн Палеолог (грец. Ίωάννης Παλαιολόγος, Iōánnēs Palaiológos) — у візантійській традиції імператори не нумерувалися, а називалися за іменами та прізвиськами.
- Іоанн V Палеолог (грец. Ιωάννης Ε' Παλαιολόγος) — усталене в історіографії ім'я з порядковим номером; 5-й Іоанн на візантійському троні. Також — Іван V, Йоан V.

## Біографія

### Молоді роки. Перша міжусобиця

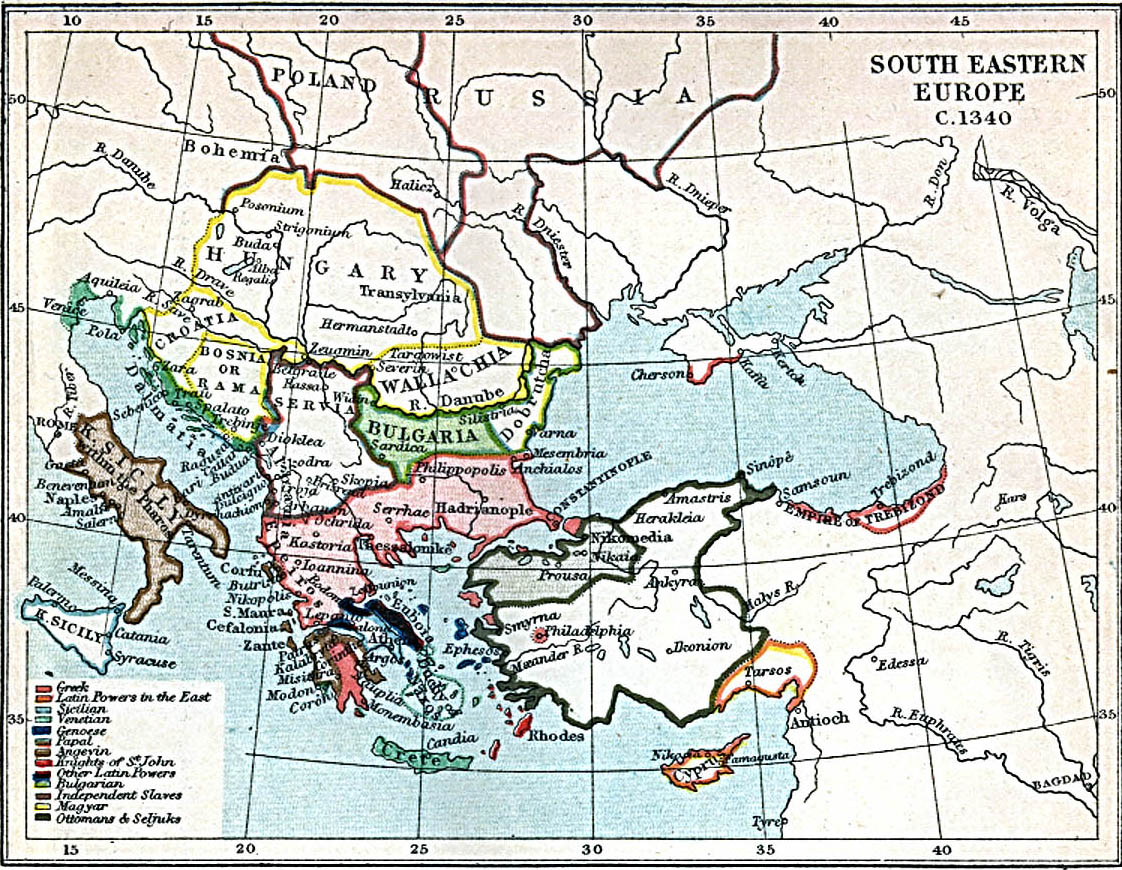
Візантія напередодні війни 1341 р.

Іоанн V народився 18 червня 1332 року в Дідімотісі. Він був сином візантійського імператора Андроніка III і савойської графині Анни, доньки савойського графа Амадея V.
По батьковій лінії Іоанн був нащадком візантійських імператорів з грецького дому Палеологів і вірменських царів з Хетумського дому; по материнській лінії — нащадком саксонського Савойського дому і франкського Брабантського дому.
15 червня 1341 року помер імператор-батько Андронік III. Його спадкоємцеві Іоанну V було лише 9 років. Хлопця проголосили новим імператором, але реальна влада перейшла до регентської ради у складі імператриці-вдови Анни, константинопольського патріарха Івана XIV й мегадуки Олексія Апокавка. 
Того ж 1341 року проти регентської ради повстав Іоанн VI Кантакузин, сподвижник покійного імператора. У країні спалахнула міжусобна війна, яка спустошила Візантію. Сусідні країни підтримали різні ворогуючі партії, а 1345 року на боці повсталих виступили турки-Османи. Війна закінчилася 1347 року перемогою Іоанна Кантакузина (Іоанна VI), який став старшим імператором-співправителем малолітнього Іоанна V і одружив його на своїй доньці Олені. 
Перемога повстанців дорого котувала Візантії. Так, серби відірвали від неї Македонію, Албанію, а з часом — Епір і Фессалію, утворивши власне Сербське царство. Болгари ж забрали собі північні райони Фракії. 

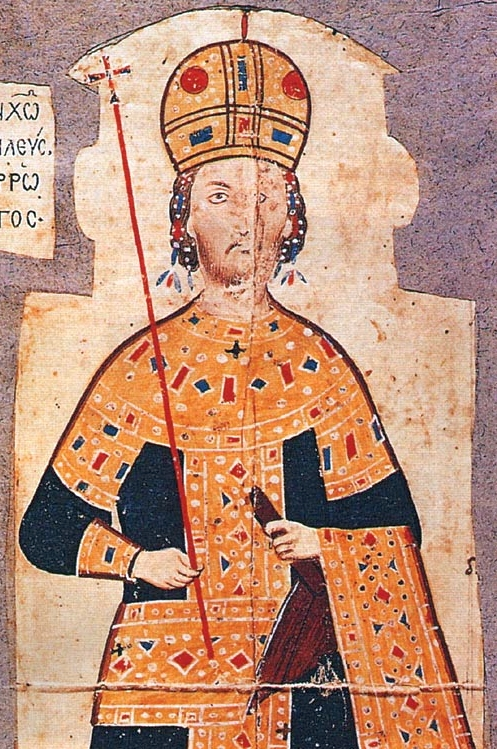
Андронік ІІІ
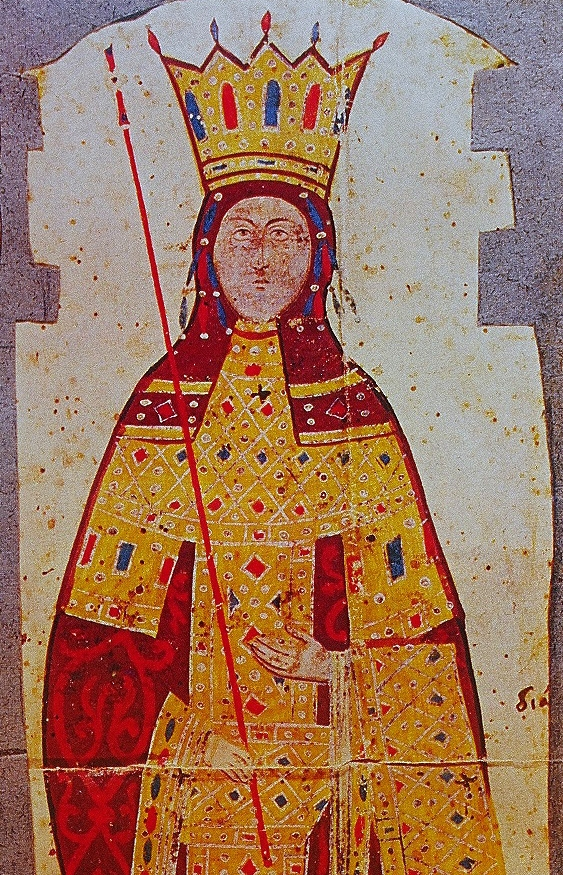
Анна Савойська
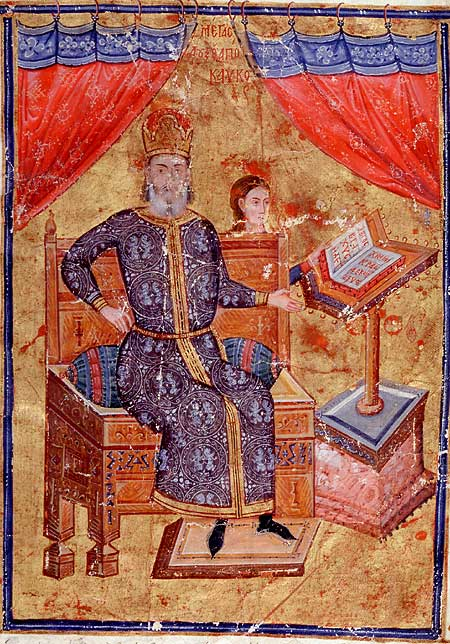
Олексій Апокавк
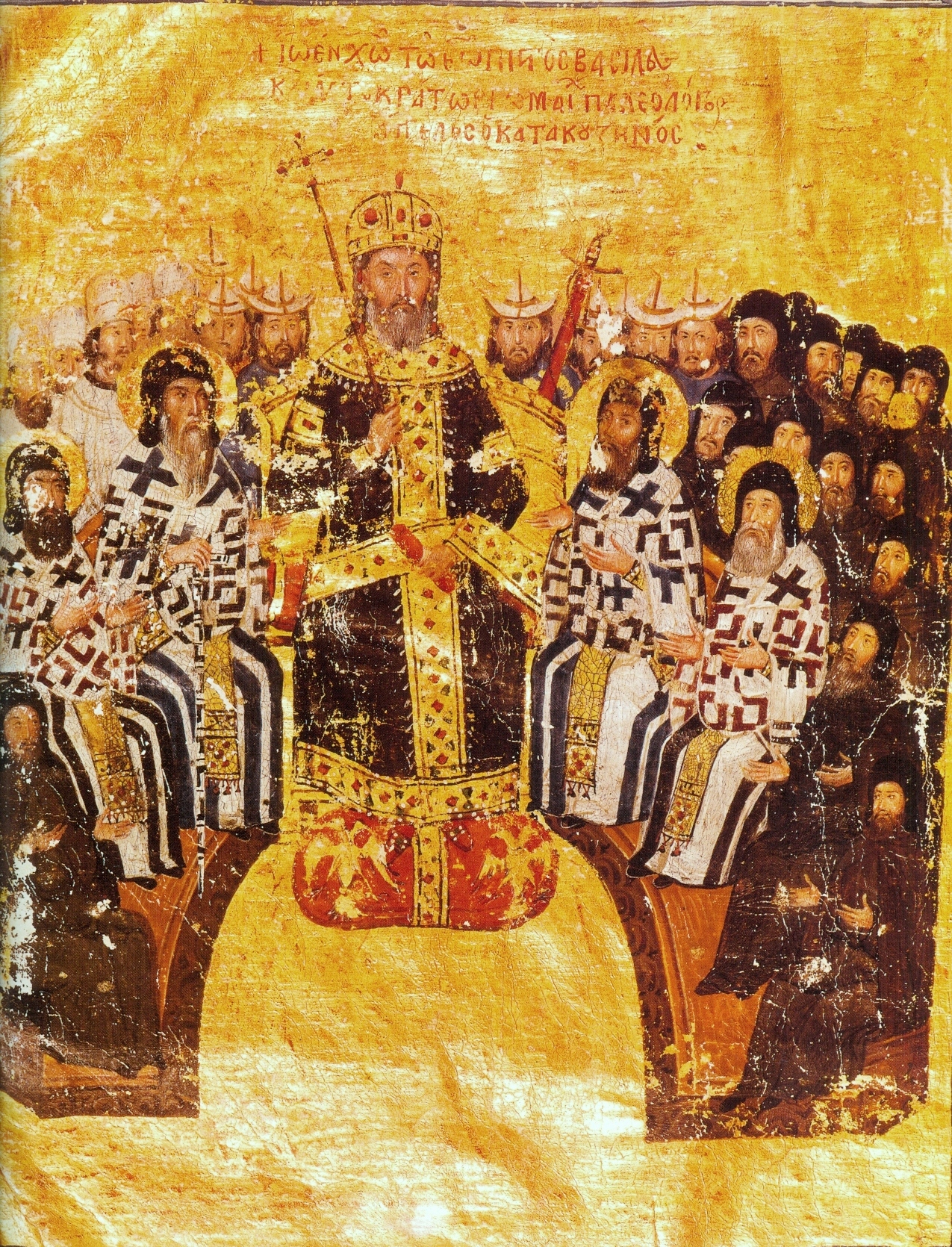
Іоанн Кантакузин

### Співправління. Друга міжусобиця
З 1347 по 1354 рр. Іоанн VI Кантакузин правив спільно з Іоанном V Палеологом. Самостійним правителем Іоанн V Палеолог став лише у 1355 р., хоча і повинен був боротися за це ще близько 4 років з сином Іоанна VI Кантакузина — Матвієм, який був проголошений співправителем батька і коронований ще у квітні 1353 р.

### Турецька загроза. Детронізація

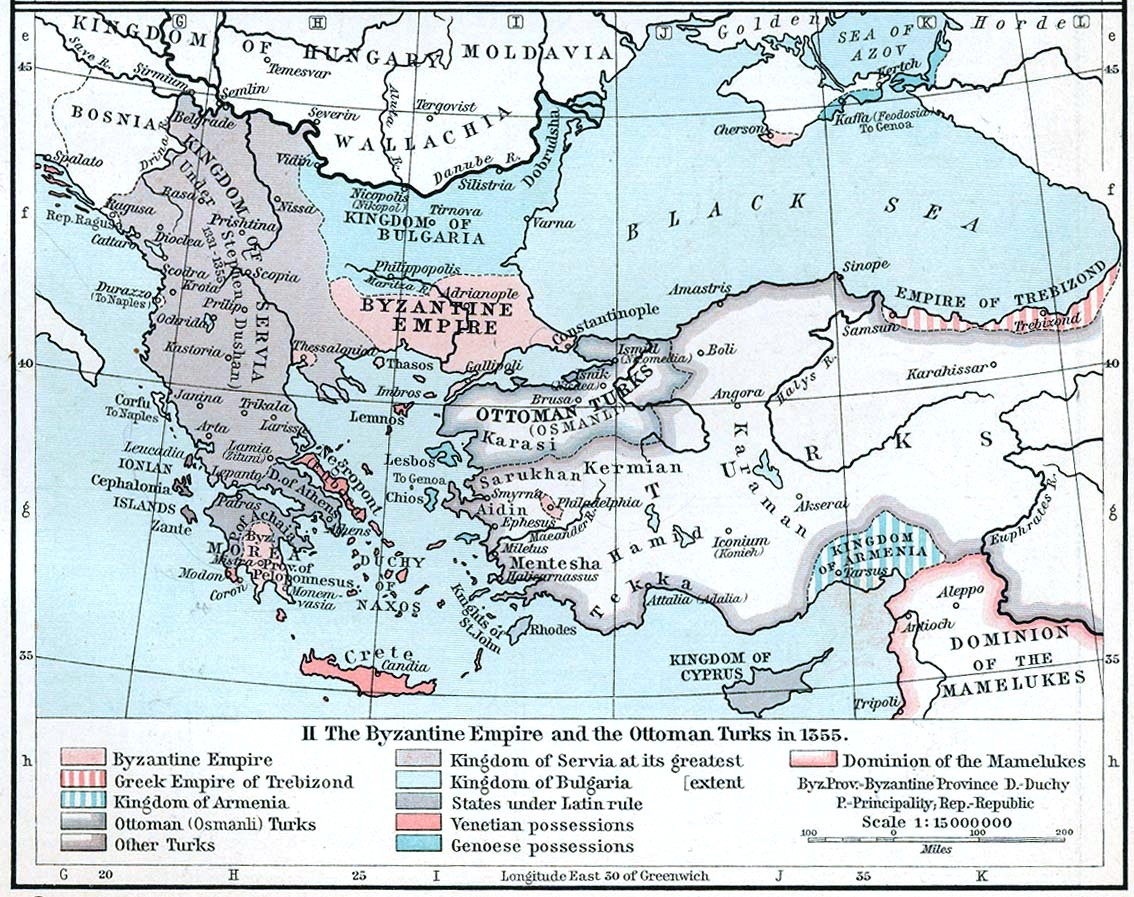
Візантія часів Іоанна V Палеолога (1355).

Суперники Візантії — турки-османи, в цей час спрямували всі свої зусилля для повного завоювання Малої Азії та Балканського півострова. У 1357 вони захопили Галліполі, у 1361 р. — Адріанополем, який став столицею османських володінь на півострові. У 1368 р. османи вже підійшли під стіни Константинополя. Під тиском обставин, Іоанн V Палеолог поїхав до Риму, проте допомоги з Заходу не отримав. Зважаючи на ці обставини Іоанн V Палеолог погодився у 1373 році стати данником і васалом султана. Це не завадило однак, туркам оволодіти Салоніками і допомогти Андроніку IV Палеологу відняти у батька престол. Іоанна V Палеолога, разом з іншими його синами було заточено у в'язницю у 1376 р. 

### Друге правління
Тільки через три роки у 1379 році його було звільнено з ув'язнення із зобов'язанням збільшити щорічну данину османам. Новий османський султан, Баязет I, зажадав від Іоанна V Палеолога знищення новозбудованих укріплень Константинополя. Через кілька днів, 16 лютого 1391, після вимушеного виконання цієї вимоги, Іоанн V Палеолог помер у Константинополі, і як казали очевидці — від осоромлення.

## Родина
Дружина — Олена Кантакузина, донька візантійського імператора Іоанна VI Кантакузина.
Діти:

Емблема Візантії з монет Іоанна V (XІV ст.): хрест і 4 літерами «В»

- Андронік IV (1348—1385) — візантійський імператор (1376—1379).
- Ірина (1349 — 1362) — дружина турецького султанича Халіля, сина Орхана I
- Мануїл II (1350—1425) — візантійський імператор (1391—1425).
- Феодор I (1355—1407) — морейський деспот (1383—1407).
- Михаїл (? — 1376/1377) — правитель Месембрії, претендент на трапезундський трон.
- Марія (? — 1376) — наречена османського султана Мурада I
- NN — невідома донька, наречена кіпрського короля Петра II.
- NN — невідома донька, черниця (з 1373).
- NN — невідома донька, черниця (з 1373).

## Монети

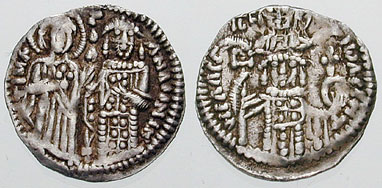
Срібник
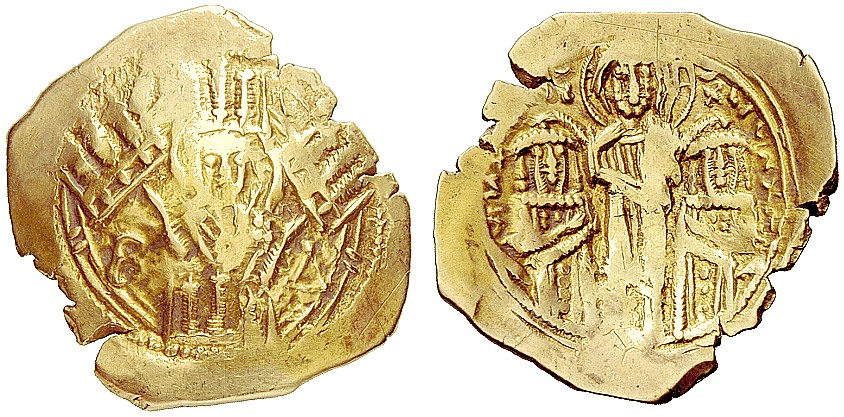
Золотий 1347—1353
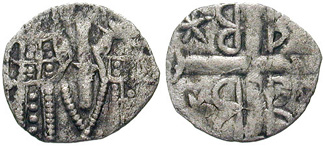
Срібник 1347—1353
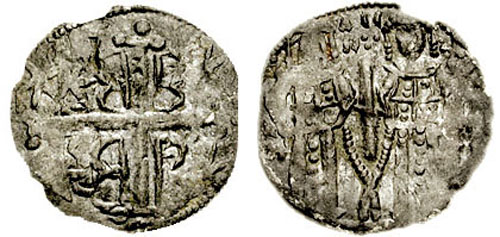
Срібник 1347—1353

### Монографії. Статті
- Harris, J. The End of Byzantium. New Haven and London: Yale University Press, 2010.
- Nicol, D. M. The Last Centuries of Byzantium, 1261-1453. Cambridge: Cambridge University Press, 1972 (1993).
- Pieralli, L. Un imperator di Bisanzio a Roma: la professione di fede di Giovanni V Paleologo. // Marie-Hélène Blanchet – Frédéric Gabriel: L'Union à l'épreuve du formulaire. Professions de foi entre Églises d'Orient et d'Occident (XIIIe-XVIIIe siècle). Leuven [u. a.] 2016, s. 97–144.
- Vasiliev, A. History of the Byzantine Empire 324-1453. Madison: University of Wisconsin Press, 1952.

### Довідники
- Schreiner, P. Johannes V. Palaiologos // Lexikon des Mittelalters 5, Sp. 534.
- Кузенков П. В. Иоанн V Палеолог [Архівовано 21 жовтня 2020 у Wayback Machine.] // Большая российская энциклопедия, Москва, 2008, т. 11, с. 509.
- Степанов С. Л. Иоанн V Палеолог [Архівовано 25 вересня 2021 у Wayback Machine.] // Энциклопедический словарь Брокгауза и Ефрона. Санкт-Петербург, 1894, Т. XIIIa, С. 701.